# Bumblefoot
Bumblefoot, pseudonimo di Ronald Jay Blumenthal (New York, 25 settembre 1969), è un chitarrista, cantante e produttore discografico statunitense.

## Carriera musicale
Iniziò ad esibirsi usando il suo vero nome, Ron Thal; in seguito ha adottato il soprannome "Bumblefoot" dal nome in inglese dell'infezione fungina, che ha scoperto mentre aiutava sua moglie agli esami di veterinaria. La Vigier Guitars ha anche realizzato per Ron la "Vigier Bumblefoot Guitar", a forma di piede e disegnata come un bombo con ali decorative. La chitarra fu presentata a Bumblefoot nel 1998, ad una riunione NAMM a Los Angeles.
Ron si è unito ai Guns N' Roses a metà del 2006, sostituendo alla chitarra Buckethead. Con il gruppo ha debuttato all'Hammerstein Ballroom a New York, il 12 maggio 2006. Da allora sono stati insieme in tour in Europa e Nord America, e si esibiranno anche in Giappone, Sud America ed Oceania. Bumblefoot ha suonato le parti di chitarra solista in Chinese Democracy, nonostante l'album sia in produzione dal 1994, molto prima che Ron entrasse nel gruppo. L'album è stato pubblicato ufficialmente il 23 novembre 2008.
Dal 2015 fa parte del supergruppo Art of Anarchy. Due anni più tardi è cofondatore di un altro supergruppo, i Sons of Apollo, composto anche dal batterista Mike Portnoy, il bassista Billy Sheehan, il tastierista Derek Sherinian e il cantante Jeff Scott Soto.

## Chitarre
Bumblefoot usa soprattutto la Bumblefoot Guitar, realizzata dall'azienda francese Vigier, inoltre si avvale di modelli Excalibur e Surfreter, ma anche la B.B.F.S.C.G. (Bumblefoot Swiss Cheese Guitar). Di recente è stato messo in commercio un altro modello esclusivo per Blumenthal, con plettri e cavi già usati sulla Swiss Cheese.

## Discografia

### Da solista
- 1995 – The Adventures of Bumblefoot
- 1997 – Hermit
- 1998 – Hands
- 2001 – 9.11
- 2002 – Uncool
- 2003 – Forgotten Anthology
- 2005 – Normal
- 2008 – Abnormal
- 2015 – Little Brother Is Watching
- 2024 – Insanium (in uscita)

### Con i Guns N' Roses
- 2008 – Chinese Democracy

### Con gli Art of Anarchy
- 2015 – Art of Anarchy
- 2017 – The Madness

### Con i Sons of Apollo
- 2017 – Psychotic Symphony
- 2020 – MMXX